# Nyssia istrianus
Nyssia istrianus là một loài bướm đêm trong họ Geometridae.